# Jacques Henrijean
Jacques Henrijean is een Belgisch voormalig schutter.

## Levensloop
Henrijean behaalde zilver op de Europese kampioenschappen van 1961 te Bern in het onderdeel skeet.